# لاکینور
لاکینور (به انگلیسی: Lochinver) یک روستا در بریتانیا است که در هایلند واقع شده‌است. لاکینور ۶۰۰ نفر جمعیت دارد.